# Gonzalo Navarrete
Luis Gonzalo Navarrete Muñoz (Santiago, 18 de septiembre de 1956) es un médico y político chileno. Durante los años 2016 y 2018 se desempeñó como presidente del Partido por la Democracia (PPD) y fue alcalde de Lo Prado durante tres periodos consecutivos, entre 2004 y 2016.

## Biografía
Hijo de Silvia Muñoz Valdivia y de Luis Navarrete Carvacho, militar, quien fue designado alcalde de Linares y posteriormente, de Ñuñoa durante la dictadura militar y fue elegido diputado representando a Renovación Nacional (RN).
Estudió medicina en la Universidad de Chile, donde también obtuvo la especialización en pediatría. También realizó un Magíster en gestión pública en la misma casa de estudios.[cita requerida]

## Carrera política
Fue militante del Movimiento de Acción Popular Unitaria (MAPU), la Izquierda Cristiana y el Movimiento de Izquierda Revolucionaria (MIR). En 1987 se hizo militante del Partido por la Democracia (PPD), siendo uno de los dirigentes más cercanos a Guido Girardi, a quien conoció en la universidad. Al año siguiente fue coordinador del comando por el «No» para el plebiscito de 1988 en San Bernardo.
A inicios del gobierno de Ricardo Lagos fue nombrado director del Instituto de Salud Pública (ISP). En las elecciones parlamentarias de 2001 se postuló como diputado por el distrito 30, pero no resultó elegido. El 14 de enero de 2002 fue designado subsecretario de Salud por el presidente Lagos. Cesó en el cargo el 31 de octubre de ese mismo año.
En las elecciones municipales de 2004 se presentó como candidato a alcalde por la comuna de Lo Prado, resultando elegido, y desde entonces fue reelegido en 2008 y 2012. Simultáneamente ocupó varios cargos dentro de su partido, como secretario general y vicepresidente. En mayo de 2016 fue elegido presidente del PPD, cargo que asumió el 11 de junio. Por ello decidió no repostular a la alcaldía de Lo Prado en las elecciones municipales de ese año.
Navarrete fue candidato a diputado por el distrito 9 en las elecciones parlamentarias de 2017, no resultando elegido.

## Historial electoral

### Elecciones parlamentarias de 2001
- Elecciones parlamentarias de 2001 a diputado por el distrito 30 (Buin, Calera de Tango, Paine y San Bernardo)[7]

| Candidato                         | Pacto                          | Partido | Votos  | %     | Resultado |
| --------------------------------- | ------------------------------ | ------- | ------ | ----- | --------- |
| José Antonio Kast Rist            | Alianza por Chile              | UDI     | 48 025 | 35,45 | Diputado  |
| Edgardo Riveros Marín             | Concertación por la Democracia | PDC     | 30 056 | 22,18 | Diputado  |
| Gonzalo Navarrete Muñoz           | Concertación por la Democracia | PPD     | 27 879 | 20,58 |           |
| Catalina Parot Donoso             | Alianza por Chile              | RN      | 18 138 | 13,39 |           |
| Carlos Arrue Puelma               | Partido Comunista              | PC      | 4570   | 3,37  |           |
| Fernando Ortiz Silva              | Partido Humanista              | PH      | 3302   | 2,44  |           |
| Gustavo Enrique González Araya    | Partido Comunista              | PC      | 2105   | 1,55  |           |
| Juan Domingo Villavicencio Pasten | Partido Humanista              | PH      | 1412   | 1,04  |           |

### Elecciones municipales de 2008
- Elecciones municipales de 2008, para la alcaldía de Lo Prado [8]

| Candidato               | Pacto                    | Partido | Votos  | %     | Resultado |
| ----------------------- | ------------------------ | ------- | ------ | ----- | --------- |
| José Joaquín Pérez Mera | Juntos Podemos Más       | PCCh    | 4593   | 8,97  |           |
| Mario Desbordes Jiménez | Alianza por Chile        | RN      | 12 860 | 29,03 |           |
| Gonzalo Navarrete Muñoz | Concertación Progresista | PPD     | 26 839 | 52,39 | Alcalde   |

### Elecciones municipales de 2012
- Elecciones municipales de 2012, para la alcaldía de Lo Prado[9]

| Candidato               | Pacto              | Partido | Votos  | %     | Resultado |
| ----------------------- | ------------------ | ------- | ------ | ----- | --------- |
| Gonzalo Navarrete Muñoz | Por un Chile Justo | PPD     | 21 974 | 66,49 | Alcalde   |
| Camilo Morán Sepúlveda  | Coalición          | RN      | 11 073 | 33,50 |           |

### Elecciones parlamentarias de 2017
- Elecciones parlamentarias de 2017 a Diputado por el distrito 9 (Cerro Navia, Conchalí, Huechuraba, Independencia, Lo Prado, Quinta Normal, Recoleta y Renca)[10]

| Candidato                  | Pacto                    | Partido | Votos  | %     | Resultados |
| -------------------------- | ------------------------ | ------- | ------ | ----- | ---------- |
| Karol Cariola Oliva        | La Fuerza de la Mayoría  | PCCh    | 50 449 | 14.95 | Diputada   |
| Érika Olivera De la Fuente | Chile Vamos              | IND-RN  | 30 784 | 9.13  | Diputada   |
| Sebastián Keitel Bianchi   | Chile Vamos              | IND-EVO | 30 233 | 8.96  | Diputado   |
| Maite Orsini Pascal        | Frente Amplio            | RD      | 21 850 | 6.48  | Diputada   |
| Jorge Durán Espinoza       | Chile Vamos              | RN      | 19 485 | 5.78  | Diputado   |
| Claudia Nogueira Fernández | Chile Vamos              | UDI     | 19 444 | 5.76  |            |
| Cristina Girardi Lavín     | La Fuerza de la Mayoría  | PPD     | 16 183 | 4.8   | Diputada   |
| Eddy Roldán Cabrera        | Independiente            | IND     | 15.040 | 4.46  |            |
| Gonzalo Navarrete Muñoz    | La Fuerza de la Mayoría  | PPD     | 13 421 | 3.98  |            |
| Cristián Bowen Garfias     | Convergencia Democrática | DC      | 12 031 | 3.57  |            |
| Jorge Rosales Vargas       | Frente Amplio            | PEV     | 9087   | 2.69  |            |
| Katherine Martorell Awad   | Chile Vamos              | RN      | 8688   | 2.58  |            |
| Carolina Mora Saa          | Convergencia Democrática | DC      | 7546   | 2.24  |            |
| Karina Delfino Mussa       | La Fuerza de la Mayoría  | PS      | 7510   | 2.23  |            |
| Pilar Durán Baronti        | La Fuerza de la Mayoría  | PS      | 7131   | 2.11  |            |
| Catalina Vidal Méndez      | Frente Amplio            | PH      | 5642   | 1.67  |            |
| Erick Coñoman Garay        | Frente Amplio            | PODER   | 4886   | 1.45  |            |
| Rodrigo Albornoz Pollmann  | Convergencia Democrática | DC      | 4856   | 1.44  |            |
| Boris Barrera Moreno       | La Fuerza de la Mayoría  | PCCh    | 4347   | 1.29  | Diputado   |